# Urso nandi
Urso nandi ou somente nandi é um animal de origem desconhecida,supostamente avistado na África. Outros nomes pelo qual é conhecido incluem kerit ou gadett ("come-miolos" em lubwa), koddoelo (para os pokomo em Ngao, Quênia), duba (em suaíli, na costa do Quênia, provavelmente do árabe dubb, "urso" ou dubbah, "hiena"), shivuverre (em Kakumega, Quênia), engargiya (Uganda), ngoloko (Tanzânia) e ikimizi (Ruanda). No ocidente, é conhecido como urso nandi (nandi bear).
Caçadores e exploradores ocidentais o descreveram como um animal semelhante a um urso, não muito grande (1,5m a 1,8m de comprimento mais 45 cm de cauda, 1m a 1,4m de altura nas espáduas), marrom, que trepa em árvores para fugir. Não há espécies conhecidas de urso na África ao sul do Saara, e ao norte, o urso do Atlas, que existiu no Marrocos, extinguiu-se na década de 1820. Outros relatos, principalmente os nativos, parecem descrever uma espécie de macaco.
Criptozoologistas sugerem que pode se tratar de uma espécie desconhecida de urso, de um babuíno gigante ou um insetívoro semelhante ao porco-formigueiro (Orycteropus afer). Karl Shuker sugeriu que pudesse se tratar de uma sobrevivência da extinta hiena gigante de focinho curto (Pachycrocuta brevirostris) que viveu na Eurásia e África até há 500 mil anos.